# Billy Herrington
Billy Herrington (Long Island, 14 de julho de 1969 - 2 de março de 2018) foi um ator norte americano , mais conhecido por seus trabalhos na indústria de filmes pornográficos gays.

## Biografia
Herrington cresceu em Long Island aprendendo karatê com seu pai, que era um sensei. Ele se interessava pelo boxe, wrestling e pelas artes marciais mas somente começou a praticar musculação com 24 anos após se mudar para Nova Iorque.
Herrington começou sua carreira no mundo erótico quando um amigo enviou fotos nuas suas para a revista  Playgirl americana. As fotografias lhe renderam o título de  "Real Men of the Month" (Homem de verdade do mês) e um prêmio de $500 dólares. Sua aparição na revista chamou a atenção do fotografo Jim French, que já havia visto o modelo em um ensaio de calendário para uma subsidiária do COLT Studio Group na França. Logo depois ele  começou a filmar filmes gays de sexo explicito para a empresa All Worlds Video. Com os filmes, Herrington se tornou um dos mais conhecidos atores do mundo gay do final dos anos 90, tendo aparecido em diversos programas de TV, como Love Connection e o talk show Ricki Lake. Herrington chegou a afirmar que seus trabalhos no meio o fizeram definir sua bissexualidade.
Entre seus papéis de protagonista, existe um imperador romano em um filme rodado na Dinamarca chamado HotMen CoolBoyz (2000), produzido pela produtora do diretor Lars von Trier, a Zentropa, muito conhecido por suas indicações ao Oscar e por filmes como After the Wedding (2006) e Dogville (2003) estrelando a atriz Nicole Kidman.
A cena de Herrington no filme  Conquered com Nino Bacci, Colton Ford, Blake Harper, e Jay Ross lhe rendeu o prêmio "Best Group Sex Scene" (melhor cena de sexo grupal) em 2001 pela Adult Erotic Gay Video Awards (“Grabbys”).
O primeiro filho de Herrington nasceu em outubro de 2002. O ator ocasionalmente fazia shows de striptease em boates gays nos EUA.

## Videografia
- 9½ Inches 1998 (Thor Productions)
- Wrestlers: Muscle Fantasies 2 1998 (Can-Am Productions)
- Workout: Muscle Fantasies 3 1999 (Can-Am Productions)
- Minute Man 17 1999 (Colt Studios)
- Minute Man 18 1999 (Colt Studios)
- Body Shop 1999 (All Worlds)
- Summer Trophies 1999 (Pacific Sun Entertainment)
- Tales from the Foxhole 1999 (All Worlds)
- Playing with Fire 2 2000 (All Worlds)
- The Final Link 2000 (All Worlds)
- Lords Of The Lockerroom 2000 (Can-Am Productions)
- HotMen CoolBoyz 2000  (Zentropa)
- Conquered 2001 (All Worlds)
- Flesh Trap 2001 (Fox Studios)
- Ryker's Web 2003 (Arena)

## Prêmios e Indicações
| Ano  | Premiação                     | Categoria                | Trabalho  | Resultado |
| ---- | ----------------------------- | ------------------------ | --------- | --------- |
| 2002 | Adult Erotic Gay Video Awards | Best Group Sex Scene     | Conquered | Venceu    |
| 2002 | Adult Erotic Gay Video Awards | Best Actor               | Conquered | Indicado  |
| 2002 | Adult Erotic Gay Video Awards | Best Three-Way Sex Scene | Conquered | Indicado  |
| 2002 | GayVN Awards                  | Best Actor               | Conquered | Indicado  |
| 2002 | GayVN Awards                  | Best Group Scene         | Conquered | Indicado  |
| 2002 | Colt Awards                   | Colt Man of the Year     | —         | Venceu    |

## Fama no Japão
Herrington se tornou muito conhecido na web em comunidades onlines da Ásia quando um dos seus vídeos Workout foi postado no Nico Nico Douga, que é um site Japonês compartilhamentos de arquivos. Diversas paródias  foram feitas sobre esse video. Ele é carinhosamente chamado de  "Big Brother" (兄貴 aniki) entre os membros da comunidade  Nico Nico Douga, e a grande maioria dos seus vídeos são batizados como "Wrestling Series (レスリングシリーズ resuringu shirīzu))", "Forest Fairy" (森の妖精 mori no yōsei), "Philosophy" (哲学 tetsugaku), ou ambos.
Herrington visitou o Japão em fevereiro de 2009 para participar de um evento ao vivo exibido pela  Nico Nico Douga onde foi feita uma garage kit sua. Herrington disse que se sentiu lisonjeado pelo carinho e pela criatividade dos seus fãs.  O lançamento da garage de  Herrington foi anunciado para julho de 2009. Outras duas edições limitadas foram anunciadas para o Halloween (outubro de 2009)  e para o Natal (dezembro de 2009).  Ambos os kits são exclusivos da Nico Nico Chyokuhan.

## Morte
Morreu em 2 de março de 2018, aos 48 anos, em um acidente de trânsito.